# Adam Andersson
Adam Andersson, né le 11 novembre 1996 à Göteborg en Suède, est un footballeur suédois. Il évolue au poste d'arrière droit avec le club du Lyngby BK.

## Biographie

### En club
Le 28 janvier 2015, Andersson signe son premier contrat professionnel d'une durée de cinq ans avec le BK Häcken. Andersson fait ses débuts en compétition pour le club lors du match d'Allsvenskan contre l'Helsingborgs IF, en remplaçant Nasiru Mohammed.

### En sélection
Adam Andersson honore sa première sélection avec l'équipe nationale de Suède le 8 janvier 2019, lors d'un match amical contre la Finlande. Il entre en jeu à la place de Jonathan Augustinsson et son équipe est battue (0-1 score final).

## Vie privée
Adam Andersson est le frère jumeau de Joel Andersson, également joueur de football professionnel,.